# Пособие за писане
Пособие за писане (на разговорен език писало) на английски: pen и на немски: Schreibstift е прибор за писане и чертане.
Пособията за писане са едни от първите инструменти, които се използват от човека. Най-старите доказателства за това са намерените от камената ера обикновени дървени щифтове като стилус, с помощта на които с боя са правени рисунки на местата на живеене на хората като пещерите, обитавани от хората.

## Някои съвременни видове писмени принадлежности
- Калем
- перо (инструмент)
- Писалка
- Химикалка
- Молив
- Въглен (рисуване)
- Фломастер
- Маркер
- Автоматичен молив
- Перо (инструмент)
- Перодръжка
- Рапидограф